# H. J. Mulliner & Co.
H. J. Mulliner & Co. est un célèbre carrossier britannique fondé en 1900 par Henry Jervis Mulliner à Mayfair, un quartier situé à l'ouest de Londres dans la Cité de Westminster.